# Метательные машины

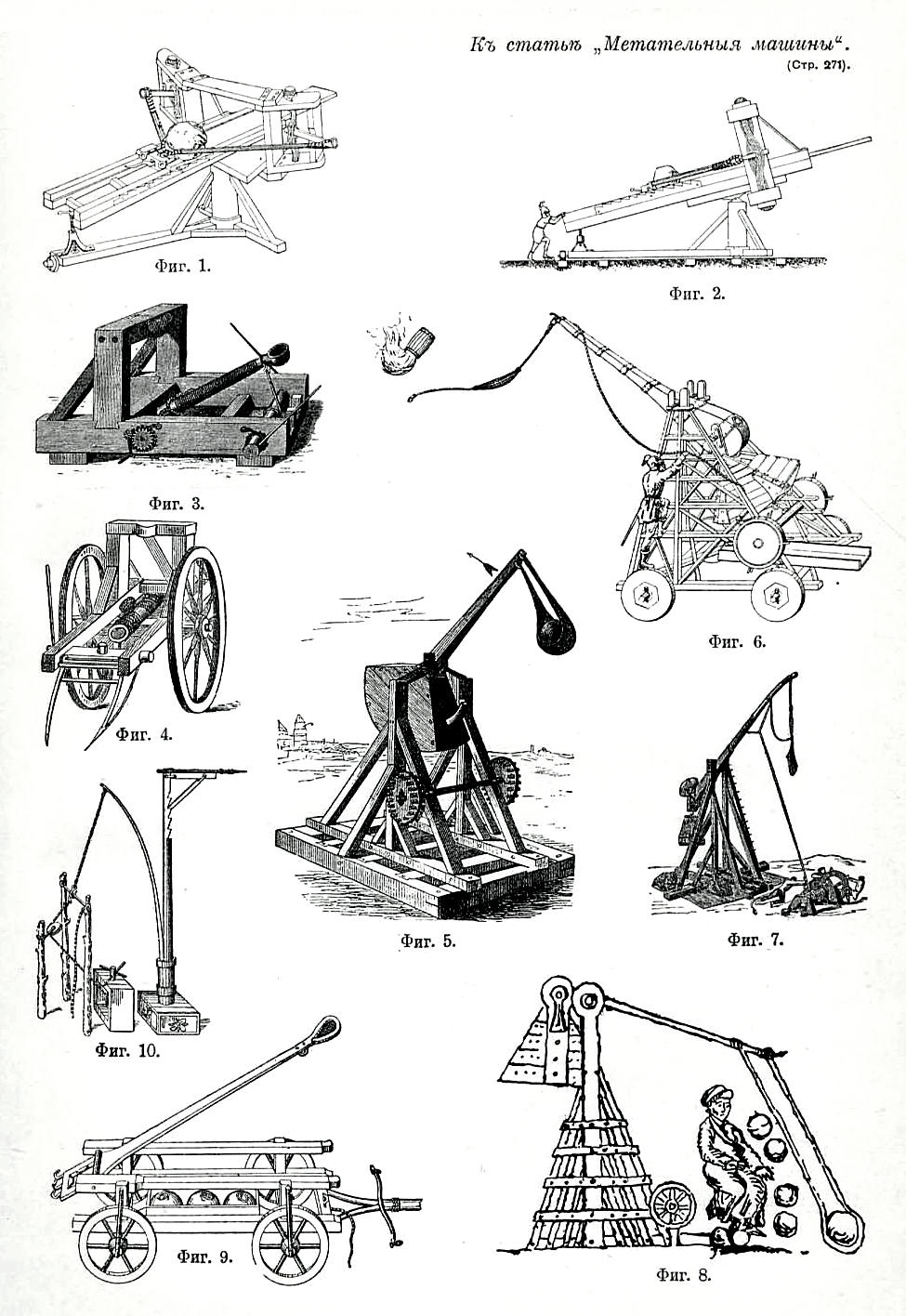
Метательные машины
(рисунки из одноимённой статьи в
«Военной энциклопедии Сытина»)

Мета́тельные маши́ны, тяжёлое метательное оружие (допороховая артиллерия) — вид метательного оружия (военной техники), в котором для бросания средства поражения используется мускульная сила человека, воздействующая либо непосредственно, либо с помощью предварительно скрученных, растянутых или изогнутых упругих элементов, применявшийся в Древности и Средние века, в общем случае представлявший собой механизмы, преобразовывавшие мышечные усилия живого существа в энергию полёта снаряда. 
Как правило, но не обязательно, это преобразование осуществлялось посредством плавного накопления потенциальной энергии (упругими элементами или противовесом) и последующего резкого её высвобождения. В обиходе метательные машины зачастую именуются катапультами, что создаёт определённую путаницу в понятиях, так как название это относилось первоначально к конкретному типу древнегреческих стреломётов.

## История
Первые метательные машины представляли собой крупногабаритные станковые вариации разных видов ручного метательного оружия: луков, пращей, позже — арбалетов. 
Обычно метательные машины использовались в качестве стационарных осадных, крепостных или корабельных орудий. Перенацеливание и изменение крутизны траектории полёта снарядов обеспечивалось путём поворота всего орудия с помощью рычагов, подбивания клиньев, использования станины с вертлугами или особых поворотных механизмов. Некоторые виды метательных машин исполнялись также в облегчённых мобильных модификациях, снабжавшихся лафетом, полозьями или колёсным шасси. Такие орудия служили для поддержки пехоты на полях сражений. Метательные машины могли также использоваться для вспомогательных целей: военно-инженерных (ликвидации водных и лесных преград), сигнальных или абордажных (заброса гарпуна или гарпакса с привязанным тросом с целью подтянуть атакуемое судно).
В настоящее время метательные машины применяются в основном в мирных целях, например, для тренировки спортсменов в теннисе и в стендовой стрельбе.

## Классификация

### По принципу действия:

#### Тенсионные
Использующие энергию упругого натяжения (деформации) досок, пластин, пружин, прутьев и составленных из них композиций.
- Одноплечевые:
  - Тенсионный спрингалд (рутта, иногда неправильно — бриколь, скорпион)
  - Эйнарм (тенсионный онагр)
- Двухплечевые:
  - Аркбаллиста (станковый арбалет, токсобаллиста, греч. оксибелес, кит. лянь-ну-чэ,)
  - Шаабль ("арбалетный онагр", онагр, приводимый в действие массивным луком, закреплённым на раме отбойника, иногда ошибочно называют "мангонель")

#### Торсионные
Использующие энергию скрученных волокон сухожилий, верёвок, волос животных и человека.
- Одноплечевые:
  - Онагр (греч. монанкон)
- Двухплечевые:
  - Баллисты:
    - Скорпион
    - Каробаллиста (хиробаллиста)
    - Полибола
    - Спрингалд (торсионный спрингалд)
    - Зийар

Метательные машины торсионного и тенсионного типов часто объединяют под общим названием невробаллисти́ческие.

#### Гравитационные (баробаллистические) и мускульные
Использовавшие энергию противовеса, в роли которого иногда выступает вес или мускульное усилие человека приложенное к веревкам на коротком конце главной балки и направленное вниз.
- Патерелла (петрария, перьер — приводится в движение мускульным усилием.
- Требушет (требюше, фрондибола) — приводится в движение одним или двумя поворотными противовесами.
- Мангонель — приводится в движение фиксированным противовесом.
- фр. Бриколь — приводится в движение сочетанием противовеса и мускульного усилия.
- По́рок — название стенобитных камнемётов на Руси, возможно относившихся к одному из вышеперечисленных видов.

### По виду используемых снарядов:

#### Камнемёты
Камнемёт использовали как каменные, так и металлические ядра, горшки и бочки с зажигательной смесью, иногда и более экзотические боеприпасы, например отрубленные человеческие головы, пчелиные ульи, трупы больных животных, куски гниющего мяса и т. п.

#### Стреломёты
Метавшие стрелы, копья, дротики, болты, карро, гарпуны, окованные брёвна и прочие вытянутые снаряды.

#### Комбинированные
Блиды.

### По траектории полёта снаряда:

#### Настильной (прицельной, прямой наводкой) стрельбы
Эвтитон (в переводе с древнегреческого — стреляющий горизонтально)

#### Навесной стрельбы (по баллистической траектории)
Палинтон (в переводе с древнегреческого — [орудие] для навесной стрельбы). Тип, представленный исключительно камнемётами.

### По назначению:

#### Полевые
Мобильные орудия, используемые на полях сражений, слабо подготовленных в фортификационном плане. Как правило, снабжались колесным шасси или полозьями, либо имели такой небольшой вес и компактные размеры, что могли легко транспортироваться малочисленной обслугой.

#### Оса́дные
Тяжёлые, стационарные орудия, как правило, большой мощности и дальности стрельбы, применяемые для разрушения крепостных сооружений, поражения живой силы обороняющихся, заброса различных вредоносных боеприпасов, в отдельных случаях даже разоблачённых вражеских лазутчиков, на территорию противника.

#### Противоосадные (крепостные)
Ведущие огонь по осадным орудиям, укреплённым позициям и скоплениям живой силы противника с огневых точек внутри крепостных сооружений. К этому же типу можно условно отнести береговые и корабельные орудия.